# La Madre María
María Salomé Loredo y Otaola de Subiza (San Julián de Musques, 22 de octubre de 1854 - Turdera, 2 de octubre de 1928), conocida como Madre María, fue una mujer que fue objeto de devoción popular en la provincia de Buenos Aires.

## Historia
Nació en San Julián de Musques (en España), y emigró a la Argentina a los 14 años de edad, para alejarse de las Guerras Carlistas en las que se encontraba el país europeo.
Al llegar se instaló en Saladillo (a 190 km al suroeste de Buenos Aires). A los 19 años (en 1874) se casó con José Antonio Demaría, político y terrateniente. A los 23 años (en 1878) quedó viuda.
En 1881 se enfermó gravemente. Los médicos de la época no consiguieron tratar su enfermedad, por lo que una amiga le recomendó visitar a Pancho Sierra (1831-1891), en la villa de Salto (en el noroeste de la provincia de Buenos Aires). Dicho encuentro le cambió la vida, ya que Sierra le dijo: «No tendrás más hijos de tu carne, pero tendrás miles de hijos espirituales. No busques más, tu camino está en seguir esta misión».
Dos años después (en 1883) volvió a casarse, a los 28 años, con Aniceto Subiza. Tras la muerte de su segundo esposo comenzó una vida dedicada a la gente necesitada. Transformó su casa en una suerte de templo, y atrajo a multitudes necesitadas de ayuda espiritual, consejo o milagros.
Fue a los aproximadamente 37 años de edad, cuando sintió un irresistible afán de emprender su famosa Misión Regeneradora, sosteniendo que "La verdadera grandeza en el Universo, es la Fe en Dios y la Regeneración de la Humanidad".
En 1915 ―a los 60 años de edad― se mudó a Turdera (en el partido de Lomas de Zamora, a unos 20 km al sur de la ciudad de Buenos Aires).
Murió el 2 de octubre de 1928, recibiendo homenajes en los diarios La Nación y La Razón.
La Madre María solía ser vista por sus seguidores como la continuadora del trabajo de Nuestro Señor Jesucristo acá en la tierra, que vino a enseñarnos el verdadero camino hacia Dios, enseñándonos con la palabra y el ejemplo.
Mostrando su propio ejemplo de fe, decía a sus primeros adeptos:
-¿Queréis que haga a vosotros, lo que fue bueno para mí?-
Su Obra - Treinta y cinco años de martirio, llevados con resignación, por amor a sus hijos espirituales - fue Escuela de Regeneración, de Fe y de confianza en Dios, enseñando con su ejemplo, la Humildad, el Perdón, y la Caridad.
Profesaba la existencia de Dios, el camino verdadero para acercársele y poder llegar a Él, y que no morimos; queriendo significar que en realidad, lo que se produce es la purificación espiritual, la Regeneración humana. Sostuvo con profundo sentir filosófico, la existencia de las reencarnaciones del espíritu, para el logro de la pureza.
Puede resumirse su vida diciendo que fue considerada virtualmente la continuadora de la Obra de Jesús, sufriendo la cruz moral de la incomprensión, la persecución, la ingratitud y la ignorancia, y muchas veces, su nombre fue usado por mistificadoras, curanderas y manosantas.
De sí misma, dijo que sólo era una Hija obediente de Dios, cuya voluntad es la que debe cumplirse en la vida humana, siendo la tierra el taller de la perfección espiritual.

## En el cine
La vida de María Salomé Loredo (1854-1928) aparece relatada en la película argentina La Madre María (de 1974), protagonizada por Tita Merello.